# 부산 용적사 독성도
부산 용적사 독성도(釜山 龍積寺 獨聖圖)는 부산광역시 강서구 용적사에 있는 대한제국시대의 불화이다. 2012년 5월 17일 부산광역시의 문화재자료 제59호로 지정되었다.

## 개요
이 작품은 화면에서 절흔과 함께 촛농 자국 및 습기로 인한 얼룩 흔적 등이 확인되나, 그림의 현상 파악에는 무리가 없다. 하단에 있는 화기를 통해 이 작품이 1909년도에 조성되었음을 알 수 있다.
용적사 독성도는 독성이 향좌측을 향해 3/4분면 자세로 반가좌를 취한 모습으로 그려지고 독성 뒤편 향우측으로는 노송 한 그루가 묘사되었으며, 향좌측으로는 암산 및 위로 솟아 오른 기암괴석과 그 끝에 앉은 새들이 묘사되어 있다. 즉, 전체적인 화면 표현은 천태산에서 독수선정하고 있는 불공의식집의 내용을 따르고 있으나 노송과 암석을 배경삼아 선정하는 모습에 주안을 둔 모습이며, 인물의 채색법에서 붉은색과 청색이 크게 부각되어 있는 점은 19세기 불화의 경향을 따르고 있음을 보여 주는 것이라 하겠다.
용적사 소장 독성도는 화격이 매우 뛰어난 불화는 아니지만 화기를 통해 1909년이라는 뚜렷한 제작년대를 가지고 있으며, 구한말 경상도 지역에서 활동했던 것으로 추정되는 화승의 작품으로 당시의 부산·경남 지역 독성도 및 산신도 양식을 고찰할 수 있을 뿐 아니라, 뒤이어 일제강점기에 제작되는 불화와의 영향 관계를 살펴볼 수 있는 좋은 자료이다.

## 같이 보기
- 부산 용적사 산신도

## 참고 자료
- 용적사 독성도 - 국가유산청 국가유산포털